# Hack 'n' slash
Hack 'n' slash (abréviation de hack and slash, littéralement « taille et tranche », peut être écrit aussi "H'n S" ou "H&S") est un terme utilisé dans le domaine du jeu vidéo pour désigner les jeux de rôle dont le gameplay se focalise sur le combat contre des hordes de monstres qui permettent au joueur d'améliorer son personnage en engrangeant des points d'expérience qui servent à augmenter ses capacités ainsi qu'acquérir de l'équipement de plus en plus puissant pour qu'il affronte des monstres de plus en plus forts et ainsi de suite.
L'intérêt d'un H&S réside dans le fait de développer son personnage de façon optimisée et d'acquérir de l'équipement rare (et a priori puissant). À ce titre le scénario est généralement assez secondaire et ne sert qu'à poser le contexte : la plupart des hack 'n' slash recommencent d'ailleurs inlassablement la partie au début une fois l'histoire achevée (en augmentant le niveau de difficulté et/ou en rajoutant quelques nouveautés) afin que les joueurs puissent développer leur personnage encore plus loin.
Le genre prend sa source dans les jeux de rôle sur table, tant dans l'inspiration de l'univers heroic fantasy (qui sert de base à beaucoup de H&S) que dans le déroulement de certaines parties où les joueurs se contentaient de chercher la puissance à tout prix au détriment du roleplay (voir porte-monstre-trésor). La première référence à ce sujet semble être un article du magazine Dragon, daté de juillet 1980 et signé de Jean Wells et Kim Mohan, qui relatait des parties de D&D où les joueurs se comportaient ainsi, faisant dire aux auteurs qu'il y « a plus de potentiel dans D&D et AD&D que de faire du Porte-Monstre-Trésor ("hacking and slashing") [...] ».
Les hack 'n' slash se rapprochent des jeux de type action-RPG ou beat them all, avec lesquels ils sont parfois confondus, et se jouent quasiment exclusivement en vue isométrique. Ils font parfois appel à des donjons générés procéduralement afin de garantir la rejouabilité. Une erreur courante est de réduire le hack 'n' slash à un jeu dont le personnage principal se bat avec une épée.
Dragon Slayer, sorti en 1984, est considéré comme l'un des précurseurs du genre, mais c'est Diablo et ses suites qui l'ont popularisé.

## Liste de jeux représentatifs du genre
- La série Diablo
- Titan Quest
- Darkspore
- La série Dungeon Siege
- La série Torchlight
- Grim Dawn
- Path of Exile
- La série Sacred
- La série The Incredible Adventures of Van Helsing
- Minecraft: Dungeons
- Beyond Divinity
- Silverfall
- Last Epoch
- Throne of Darkness
- Magic Legends[5]
- Hyrule Warriors (issu de The Legend of Zelda)
- The Ascent
- Loki
- Marvel Heroes
- Lost Ark
- Ghostrunner
- Hellgate: London